# Odil Ahmedov
Odil Alimzhanovich Akhmedov (em russo: Одил Ахмедов Алимжанович; Namangan, 25 de novembro de 1987) é um ex-futebolista uzbeque, que atuava como meio-campo.

## Carreira
Ahmedov representou a Seleção Usbeque de Futebol na Copa da Ásia de 2015.

## Tíltulos
Pakhtakor
- Campeonato Uzbeque: 2006, 2007
- Copa do Uzbequistão: 2006, 2007, 2009
- CIS Cup: 2007

Shanghai SIPG
- Campeonato Chinês: 2018
- Supercopa da China: 2019